# Synthèse auto-propagée à haute température

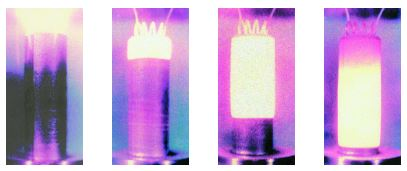
Si les réactifs, les intermédiaires et les produits sont tous solides, on parle de flamme solide.

La synthèse auto-propagée à haute température (SHS, en anglais : Self-propagating high-temperature synthesis) est une méthode de production de composés inorganiques et organiques par des réactions de combustion exothermiques dans des solides de nature différente. Des réactions peuvent se produire entre un réactif solide et un gaz, un liquide ou un autre solide. Étant donné que le processus se déroule à des températures élevées, le procédé convient parfaitement à la production de matériaux réfractaires, notamment de poudres, d'alliages métalliques ou de céramiques.
Le processus SHS moderne a été publié et breveté en 1971, bien que certains processus de type SHS aient été connus auparavant.

## Avantages et inconvénients
La synthèse à haute température auto-propagée est une technique de synthèse très économe en énergie, utilisant peu ou pas de solvants toxiques. Des analyses environnementales ont été menées pour montrer que la SHS a un impact environnemental moindre que les techniques traditionnelles de traitement en solution. Cette technique utilise moins d'énergie pour la production de matériaux et les économies d'énergie augmentent avec la taille des lots synthétisés.
La SHS n'est pas appropriée pour la production de nanoparticules. En effet, les hautes températures atteintes pendant la synthèse conduisent au frittage des particules pendant et après la réaction. Ce processus nécessite par ailleurs des creusets adaptés pour dissiper l'énergie produite par les hautes températures. Certaines entreprises ont toutefois valorisé ce surplus d'énergie pour piloter d'autres processus.

## Méthodologie
Habituellement, le SHS est réalisé à partir de poudres fines de réactifs mélangés de manière homogène. Selon les procédés, les poudres sont soit simplement mélangées entre elles, soit frittées pour minimiser la taille des surfaces et éviter des réactions exothermiques non initiées, qui peuvent être dangereuses. Les particules peuvent être activées mécaniquement par exemple par un broyage à boulets à haute énergie, qui aboutit à des particules nanocomposites contenant les deux réactifs dans des cellules chimiques individuelles,.
Après la préparation des réactifs, la synthèse est initiée par chauffage ponctuel d'une petite partie de l'échantillon (généralement le haut). Une fois démarrée, la une vague de réactions exothermiques en chaîne se propage dans tout le matériau.
La SHS a également été menée avec des films minces, des liquides, des gaz, des systèmes poudre-liquide, des suspensions de gaz, des systèmes en couches, des systèmes gaz-gaz et autres. Les réactions ont été menées sous vide et sous des gaz inertes ou réactifs. La température de la réaction peut être diminuée par l'ajout de sel inerte qui absorbe la chaleur en fusionnant ou en s'évaporant, comme le chlorure de sodium, ou par l'ajout de « four chimique » (un mélange hautement exothermique) pour diminuer le rapport de refroidissement.

## Exemples
La réaction des chalcogénures de métaux alcalins (S, Se, Te) et des pnictures (N, P, As) avec d'autres halogénures métalliques produit les chalcogénures et les pnictures métalliques voulus. La synthèse du nitrure de gallium à partir du triiodure de gallium et du nitrure de lithium est illustrative :
GaI3 + Li3 N → GaN + 3 LiI
Le processus est suffisamment exothermique (ΔH = −515 kJ/mol) pour que l'iodure de lithium LiI s'évapore, laissant un résidu de GaN. En remplaçant le GaI3 par du GaCl3, la réaction est tellement exothermique que le produit GaN se décompose. Ainsi l'halogénure métallique utilisé détermine la réussite ou l'échec de la réaction.
D'autres composés préparés par cette méthode comprennent les dichalcogénures métalliques tels que MoS2. La réaction est conduite dans un réacteur en acier inoxydable en excès de Na2S.
La synthèse à haute température auto-propagée peut également être effectuée dans un environnement artificiel à haute gravité pour contrôler la composition de phase des produits.
Le SHS a été utilisé pour vitrifier divers déchets nucléaires, y compris les cendres de l'incinération, les échangeurs d'ions inorganiques usés tels que la clinoptilolite et les sols contaminés.